# Herói do Futuro
Herói do Futuro é o EP de estreia da banda brasileira de rock O Grilo, lançado em 5 de dezembro de 2017. As faixas apresentam influências de música indie, pop rock e MPB.
O disco foi gravado no estúdio Family Mob, localizado no bairro do Alto da Lapa na capital paulista, a produção foi feita por Jean Dolabella com engenharia de som e mixagem de Hugo Silva.

## Canções
Durante uma série de cinco vídeos em seu canal do YouTube em 2018, a banda explicou sobre a origem das cinco canções presentes no EP.
"Herói do Futuro"
A faixa-título surgiu a partir do refrão, escrito por Lucas Teixeira. Sobre a letra, o baterista comentou ao sítio Omelete: "A intenção de 'Herói do Futuro' é discutir o conceito de herói a partir de seu ego e orgulho, na medida em que seu status significa muito mais para ele do que a própria realização das boas ações".
Após mostrar os versos do refrão à Gabriel Cavallari, o guitarrista contou que havia composto uma frase de guitarra, a qual Teixeira elogiou e decidiu por ser a base dos versos da canção. Após algumas tentativas de criar o resto da letra, eles pediram ajuda ao vocalista Pedro Martins, que "muito rapidamente" completou o resto da composição.
Segundo a banda, houve uma certa dificuldade de reproduzir a faixa em estúdio, e sua gravação tomou bastante tempo. No entanto, o solo de guitarra foi feito "de primeira". Um videoclipe da canção foi lançado em setembro de 2018, com direção de Fabio Sallva e Rafael Jannarelli.
"Sofia"
"Sofia" foi composta por Martins sobre a irmã mais nova de sua ex-namorada. No começo, ele havia composto apenas o refrão e o primeiro verso da canção. O vocalista relembra que, voltando de uma festa, dentro de um táxi, ele finalizou a letra. A canção não possuía um interlúdio e estava em outro andamento. A banda decidiu acelerá-la e construir um interlúdio, composto a partir do trecho de outra letra escrita por Martins e Cavallari.
"Sambinha"
"Sambinha" foi composta por Cavallari e é a única faixa do EP que se distancia do gênero pop rock. A letra foi feita em um momento que, como contou o guitarrista, "eu estava meio perdido". Cavallari e Teixeira gravaram uma demo apresentando a canção ao baixista André Maya.
A vocalista da banda LUNAR 316, Luisa Phoenix, foi chamada pelo produtor Jean Dolabella para participar da canção. A banda diz que a participação da cantora foi importante porque "a música pedia isso". A faixa não era cogitada para entrar no EP, porém eles optaram por adicioná-la.
"Inês"
"Inês" foi escrita por Martins sobre sua tia-avó. Como o vocalista explicou em vídeo: "Ela ("Inês") não fala necessariamente sobre morte, ela fala muito sobre ausência. (...) Ao mesmo tempo, ela expressa uma dúvida: 'Eu não sei aonde é que ela está, mas se for para ela estar em qualquer lugar, tomara que esteja melhor do que aqui; porque aqui está uma bosta.' [sic]"
No começo, Pedro tinha a melodia do pré-refrão, a qual ele mostrou à banda, que se interessou e decidiu trabalhá-la. No momento da gravação da faixa, Dolabella sugeriu que alterassem uma parte da música. Segundo o guitarrista Gabriel Xavier, a canção sofreu algumas alterações no arranjo. A banda elogiou a progressão da faixa em vídeo.
"Serenata Existencialista"
"Serenata Existencialista" foi a primeira composição autoral da banda. Martins havia a construção melódica da faixa. Sobre a letra, ele conta: "Eu estava numa brisa meio 'existencialista' (...) , estava pirando em Rick and Morty. (...) Nisso, me veio a ideia: 'Velho, vamos fazer uma serenata existencialista que vai na contramão de todas as músicas românticas.' [sic]" Martins citou o modo de escrita de The Smiths como uma referência.
A canção recebeu um videoclipe em janeiro de 2019. Em fevereiro de 2021, a faixa foi relançada como um single em uma versão "light", orientada a tocar em rádios.

## Lista de faixas
Todas as faixas estão creditadas à banda.
| N.º            | Título                     | Duração |  |
| 1.             | "Herói do Futuro"          | 3:52    |  |
| 2.             | "Sofia"                    | 3:15    |  |
| 3.             | "Sambinha"                 | 3:00    |  |
| 4.             | "Inês"                     | 2:53    |  |
| 5.             | "Serenata Existencialista" | 2:43    |  |
| Duração total: | Duração total:             | 15:45   |  |

## Ficha técnica
O Grilo
- Pedro Martins – vocais principais
- Gabriel Cavallari – guitarras acústica e elétrica, vocais de apoio (em "Sofia")
- Gabriel Xavier – guitarras acústica e elétrica
- André Maya – baixo elétrico
- Lucas Teixeira – bateria

Músicos adicionais
- Luisa Phoenix – vocais (em "Sambinha")

Produção
- Jean Dolabella – produção musical
- Hugo Silva – engenharia de som, mixagem